# Welykyj Luh
Welykyj Luh (ukrainisch Великий Луг), ein Stadtteil von Saporischschja, geht auf das mennonitische Dorf Alt-Kronsweide zurück.

## Geschichte

### Alt-Kronsweide
Das Dorf Kronsweide wurde 1790 durch 35 friesische Mennonintenfamilien aus Preußen gegründet. Der Ort lag damals am felsigen Ufer des Dnjepr. Im Jahr 1833 wurde die Siedlung wegen Wassermangel 5 m verlegt. Einige Familien verblieben im Ort, der daraufhin Alt-Kronsweide genannt wurde. 

### Neu-Kronsweide
Der Ort Neu-Kronsweide lag dann in einer Schlucht im Tal eines Seitennflusses der Heidutschina. Neu-Kronsweide entwickelte sich zu einem der größeren Ort der Kolonie Chortitza. 1907 gab es hier 34 Bauernhöfe, eine Windmühle und eine Fabrik. Im Oktober 1919 wurden viele Bürger ermordet Der Wiederaufbau begann 1925. 1943 schlossen sich die Mennoniten Flüchtlingstrecks nach Westen an. Im Ort lag die Heilanstalt Bethania, die Menschen mit geistiger Behinderung betreute. 

## Kirche
Die erste Kirche war auf Steinfundamenten aus Backstein gemauert. und wurde im Dezember 1840 geweiht. Der Nachfolgebau hatte gotische Spitzbogenfenster und ein metallenes Walmdach.